# Ралстон, Деннис
Ричард Деннис Ралстон (англ. Richard Dennis Ralston; 27 июля 1942, Бейкерсфилд, Калифорния – 6 декабря 2020, Остин, Техас) — американский теннисист и теннисный тренер, пятая ракетка мира среди любителей в 1966 году и участник первого состава профессиональной лиги World Championship Tennis (WCT) в 1968 году. Пятикратный победитель турниров Большого шлема в мужском парном разряде, девятикратный финалист турниров Большого шлема во всех разрядах. обладатель Кубка Дэвиса в составе сборной США как игрок (1963) и как капитан (1972). Тренер года NCAA в 1983 году, член Международного зала теннисной славы с 1987 года.

## Игровая карьера
Подростком Деннис Ралстон проводил много времени на теннисных кортах, где его наставником был знаменитый игрок-профессионал Панчо Гонсалес, выработав стиль, включавший ювелирно-точные подачи, сильно кручёный удар открытой ракеткой и острую игру у сетки. Уже в 17 лет он выиграл Уимблдонский турнир в мужском парном разряде, где его партнёром был мексиканец Рафаэль Осуна. Ралстон остаётся самым молодым победителем Уимблдона в мужских парах до настоящего времени. В том же году он несеяным дошёл до полуфинала чемпионата США в одиночном разряде, проиграв там будущему чемпиону Нилу Фрейзеру.
С 1961 по 1964 год Ралстон четыре раза подряд играл в финале чемпионата США в паре с Чаком Маккинли и трижды завоёвывал чемпионский титул, один раз уступив в пяти сетах Осуне и его соотечественнику Антонио Палафоксу. В 1961 году он также дошёл с  Дарлин Хард до финала чемпионата США в миксте, а в 1962 и 1966 годах повторил этот результат уже на Уимблдоне. Свой пятый титул в мужских парах он завоевал в 1966 году на чемпионате Франции, и на этот же год пришлось его высшее достижение в одиночном разряде — выход в финал Уимблдонского турнира. Ралстон, посеянный под шестым номером, обыграл в пятисетовом полуфинале седьмую ракетку турнира Клиффа Дрисдейла, но в финале не смог противостоять испанцу Мануэлю Сантане, уступив в трёх сетах. Этот год Ралстон окончил на пятом месте в ежегодно публикуемом газетой Daily Telegraph рейтинге десяти сильнейших игроков мира.
Помимо турниров Большого шлема, Ралстон успешно выступал и в соревнованиях менее высокого ранга. Будучи студентом Университета Южной Калифорнии, он в 1963 и 1964 годах выигрывал чемпионат NCAA в одиночном и парном разрядах и приводил сборную университета к общекомандному чемпионскому титулу, входя после этого в символическую любительскую сборную США. Он был победителем чемпионата США в помещениях в одиночном и парном разряде в 1963 году, чемпионата США на грунтовых кортах в одиночном разряде в 1964 и 1965 годах (а в мужских парах — в 1961, 1964 и 1965 годах) и чемпионата США на хардовых кортах в одиночном и парном разрядах в 1964 и 1965 годах. С 1960 по 1966 год он выступал в составе сборной США в Кубке Дэвиса, четырежды доходя с ней до межзонального турнира, а в 1963 году завоевав и главный трофей после победы над действующими обладателями кубка — сборной Австралии — на её домашних кортах. С 1963 по 1965 год Ралстон занимал первое место во внутреннем американском любительском рейтинге, публикуемом Ассоциацией тенниса Соединённых Штатов, став первым, кому это удалось, со времён Дона Баджа, добившегося аналогичного успеха ещё до войны.
В конце 1966 года Ралстон расстался с любительским теннисом, в 24 года перейдя в категорию профессионалов. Сам он объяснял этот шаг тем, что ему нужно содержать семью и позаботиться о собственном будущем, тогда как любительская теннисная карьера в США не позволяет этого сделать. Хотя сумма контракта Ралстона с профессиональным туром не разглашалась, по некоторым сведениям она составляла 100 тысяч долларов на три года. Дойдя в 1967 году до четвертьфинала на чемпионате Уэмбли — профессиональной версии Уимблдонского турнира — и выиграв профессиональный чемпионат США в паре с Кеном Розуоллом, Ралстон в конце сезона стал одним из первых восьми теннисистов, сформировавших профессиональную лигу World Team Tennis (WCT) и известных как «Красивая восьмёрка». На следующий год он снова дошёл до четвертьфинала на чемпионате Уэмбли, а на профессиональном чемпионате США дошёл до полуфинала в одиночном разряде.
С началом «Открытой эры» в теннисе, когда теннисистов-профессионалов допустили к участию в прежде исключительно любительских турнирах, Ралстон снова появился на турнирах Большого шлема, в 1968 году снова закончив сезон в числе десяти лучших игроков мира по версии Daily Telegraph. На следующий год он стал финалистом Открытого чемпионата США как в мужском, так и в смешанном парном разряде, а в 1971 году вышел на Уимблдоне с Артуром Эшем в свой последний финал в турнирах Большого шлема. В 1970 году он стал автором сенсации в одиночном разряде на Открытом чемпионате США, обыграв в пяти сетах действующего чемпиона и обладателя Большого шлема Рода Лейвера на пути в четвертьфинал.

## Финалы турниров Большого шлема за карьеру

### Одиночный разряд (0-1)
| Результат | Год  | Турнир              | Покрытие | Соперник в Финале | Счёт в финале  |
| --------- | ---- | ------------------- | -------- | ----------------- | -------------- |
| Поражение | 1966 | Уимблдонский турнир | Трава    | Мануэль Сантана   | 4-6, 9-11, 4-6 |

### Мужской парный разряд (5-4)
| Результат | Год  | Турнир                     | Покрытие | Партнёр        | Соперники в Финале             | Счёт в финале             |
| --------- | ---- | -------------------------- | -------- | -------------- | ------------------------------ | ------------------------- |
| Победа    | 1960 | Уимблдонский турнир        | Трава    | Рафаэль Осуна  | Майк Дэвис Бобби Уилсон        | 7-5, 6-3, 10-8            |
| Победа    | 1961 | Чемпионат США              | Трава    | Чак Маккинли   | Рафаэль Осуна Антонио Палафокс | 6-3, 6-4, 2-6, 13-11      |
| Поражение | 1962 | Чемпионат США              | Трава    | Чак Маккинли   | Рафаэль Осуна Антонио Палафокс | 4-6, 12-10, 6-1, 7-9, 3-6 |
| Победа    | 1963 | Чемпионат США (2)          | Трава    | Чак Маккинли   | Рафаэль Осуна Антонио Палафокс | 9-7, 4-6, 5-7, 6-3, 11-9  |
| Победа    | 1964 | Чемпионат США (3)          | Трава    | Чак Маккинли   | Майк Сангстер Грэм Стилуэлл    | 6-3, 6-2, 6-4             |
| Победа    | 1966 | Чемпионат Франции          | Грунт    | Кларк Гребнер  | Илие Настасе Ион Цириак        | 6-3, 6-3, 6-0             |
| Поражение | 1966 | Чемпионат США (2)          | Трава    | Кларк Гребнер  | Фред Столл Рой Эмерсон         | 4-6, 4-6, 4-6             |
| Поражение | 1969 | Открытый чемпионат США (3) | Трава    | Чарли Пасарелл | Фред Столл Кен Розуолл         | 6-2, 5-7, 11-13, 3-6      |
| Поражение | 1971 | Уимблдонский турнир        | Трава    | Артур Эш       | Род Лейвер Рой Эмерсон         | 6-4, 7-9, 8-6, 4-6, 4-6   |

### Смешанный парный разряд (0-4)
| Результат | Год  | Турнир                     | Покрытие | Партнёрша       | Соперники в Финале                | Счёт в финале   |
| --------- | ---- | -------------------------- | -------- | --------------- | --------------------------------- | --------------- |
| Поражение | 1961 | Чемпионат США              | Трава    | Дарлин Хард     | Маргарет Смит Боб Марк            | без игры        |
| Поражение | 1962 | Уимблдонский турнир        | Трава    | Энн Хейдон      | Маргарет Осборн-Дюпон Нил Фрейзер | 6-2, 3-6, 11-13 |
| Поражение | 1966 | Уимблдонский турнир (2)    | Трава    | Билли Джин Кинг | Маргарет Смит-Корт Кен Флетчер    | 6-4, 3-6, 3-6   |
| Поражение | 1969 | Открытый чемпионат США (2) | Трава    | Франсуаза Дюрр  | Маргарет Смит-Корт Марти Риссен   | 4-6, 5-7        |

## Финалы Кубка Дэвиса за карьеру
| Результат | Год  | Место проведения    | Команда                     | Соперники в финале                            | Счёт |
| --------- | ---- | ------------------- | --------------------------- | --------------------------------------------- | ---- |
| Победа    | 1963 | Аделаида, Австралия | США Ч. Маккинли, Д. Ралстон | Австралия Дж. Ньюкомб, Н. Фрейзер, Р. Эмерсон | 3:2  |
| Поражение | 1964 | Кливленд, США       | США Ч. Маккинли, Д. Ралстон | Австралия Ф. Столл, Р. Эмерсон                | 2:3  |

## Дальнейшая карьера
Уже в 1968 году Ралстон начал тренировать кубковую сборную США, в 1972 году заняв пост её капитана. В том же году он довёл сборную до финального матча с командой Румынии, который американцы выиграли в Бухаресте, где соперников поддерживали не только заполненные трибуны, но и линейные судьи. Он оставался капитаном сборной США до 1975 года.
С 1981 по 1989 и с 1991 по 1993 год Ралстон тренировал мужскую теннисную сборную Южного методистского университета (Даллас, Техас), которую в 1983 году привёл ко второму месту в чемпионате NCAA — лучшему в истории вуза, а в 1982 и 1986 годах к третьему. По итогам 1983 года он был признан тренером года в NCAA. Среди его подопечных в Далласе был четвертьфиналист Открытого чемпионата США Родни Хармон. Ралстон также тренировал Крис Эверт, Янника Ноа и Габриэлу Сабатини, а в дальнейшем был директором теннисной программы на курорте в Колорадо-Спрингс. Пережив в 2010 году ампутацию левой ноги, он переехал в Остин (Техас), где продолжал тренировать в теннисном клубе своего давнего друга Фернандо Веласко.
В 1987 году имя Денниса Ралстона было включено в списки Международного зала теннисной славы.
Скончался 6 декабря 2020 года от рака в Остине (Техас), оставив после себя жену Линду, с которой прожил в браке 56 лет, и троих детей